# Iggy Rubín
Ignacio Antonio Rubín Grassa (Madrid, 16 de noviembre de 1984), más conocido como Iggy Rubín,   es un locutor de radio, guionista, humorista y actor español.

## Trayectoria
Inició su carrera profesional en la Escuela Técnica Superior de Ingenieros Agrónomos en la Universidad Politécnica de Madrid, aunque tenía claro que esa no era su vocación. Mientras se encontraba en la universidad se apuntó al club de teatro, y en 2009 se alzaba como ganador del concurso de monólogos universitario. Gracias a  esto realizó su primera actuación en un bar acompañado por un amigo y preparó la grabación que le garantizaría un hueco en Paramount Comedy. Allí grabó cinco monólogos para Central de Cómicos.
Más tarde recorrería el circuito de monólogos por España de bar en bar.
En 2013 participó en el documental sobre Pepón Fuentes, Pepón es guay.
Ha participado como invitado en los programas de televisión La resistencia e Ilustres ignorantes.
Ha participado en la serie nominada al Emmy El fin de la comedia, interpretándose a él mismo como amigo del protagonista.
Ha trabajado como guionista en películas como El último grito, en programas de televisión como Peliculeros, Late motiv y El hormiguero
Trabajó como copresentador en el programa de radio Comedia perpetua (anteriormente Phi Beta Lambda)  en la emisora nacional Cadena SER durante 2 temporadas. Estuvo de 2º presentador con Dani Mateo en YU:No te pierdas nada, en Los 40 hasta septiembre de 2019 cuando Vodafone cambió de Los 40 a Europa FM y de colaboradores.
En septiembre de 2020 empieza a trabajar de guionista en el programa La resistencia de #0.
Desde agosto de 2021 hasta el final de la temporada de 2023 presentó, junto a Eva Soriano, el programa matutino Cuerpos especiales de Europa FM.

## Polémica
En la emisión del viernes 5 de abril de 2019 del programa de televisión La resistencia participó interpretando un monólogo humorístico. En él, varios comentarios sobre ETA y en especial sobre una de sus víctimas, José Antonio Ortega Lara, provocaron una fuerte polémica. Tres días después de su emisión en Movistar+, fue retirado por Movistar de todos sus canales oficiales debido a una denuncia de Okdiario. Acto seguido pidieron disculpas por todas sus redes sociales. El presentador del programa, David Broncano, manifestó su apoyo tanto a la empresa como a su compañero de profesión.